# Aidomaggiore
Albagiara là một đô thị ở tỉnh Oristano trong vùng Sardinia, có khoảng cách khoảng 70 km về phía tây bắc của Cagliari và cách khoảng 30 km southvề phía đông của Oristano. Tại thời điểm ngày 31 tháng 12 năm 2004, đô thị này có dân số 292 người và diện tích là 8,9 km².
Albagiara giáp các đô thị: Ales, Assolo, Genoni, Gonnosnò, Mogorella, Usellus, Villa Sant'Antonio.